# Wang Jianxun
Wang Jianxun (chinesisch 王建勳, Pinyin Wáng Jiànxūn; * 14. November 1981 in Tonghua) ist ein ehemaliger chinesischer Skispringer.

## Werdegang
Wang sprang wie seine Teamkollegen für den Skiclub Jillin und nahm von 2003 bis 2006 regelmäßig am Continental Cup teil. Die beste Platzierung, die er in dieser Serie je erreichte, war ein 23. Platz in Braunlage in der Saison 2003/04. Wang nahm an den Nordischen Skiweltmeisterschaften 2005 in Oberstdorf teil. Er startete nur mit dem Team und erreichte von der Normalschanze den 14. Platz und landete so immerhin noch vor der Mannschaft aus Italien und von der Großschanze ebenfalls den 14. Platz und landete hier auch noch vor der Mannschaft aus Weißrussland. Er nahm auch an den Olympischen Winterspielen 2006 in Turin teil. Mit dem Team erreichte er den 16. und damit letzten Platz. In der Saison 2006/07 ging er nur bei der Universiade in Pragelato an den Start. Die Saison 2007/08 ließ er komplett aus. In der Saison 2008/09 trat er noch einmal bei einem FIS-Cup im heimischen Yabuli an und belegte den 13. Platz. Dort trat er auch im Februar 2009 noch einmal bei der Universiade an. Nach der Saison 2008/09 beendete er seine Karriere.